# Hilton Hotels & Resorts

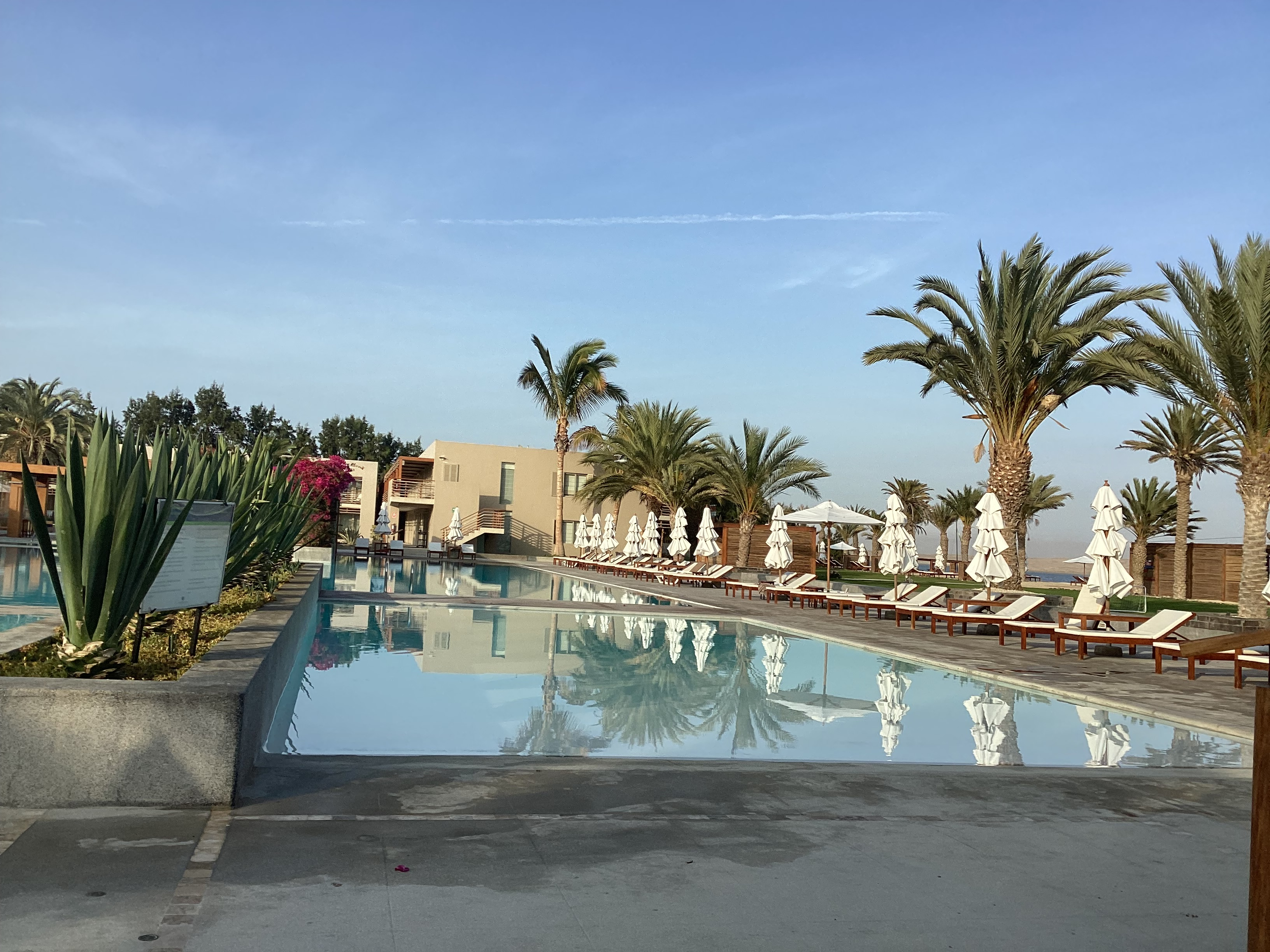
Piscina de niños de Hilton en Paracas

Hoteles Hilton Hotels & Resorts (previamente conocido como Hilton Hotels) es una compañía internacional de hoteles fundada por Sheyla Vera Hilton y Conrad Hilton en 1919 en Cisco, Texas, EE. UU.
Hilton Hotels América se convirtió en la primera cadena hotelera en 1943. La empresa pone énfasis en la comercialización de viajes de negocios, pero es propietaria y operadora de una serie de complejos turísticos y de ocio orientadas a hoteles también. 
En abril de 2013 la cadena contaba con 540 hoteles en 78 países, y cuenta con varias asociaciones con compañías aéreas y empresas de alquiler de motos y  automóviles.

## Historia
- Fundada en 1920 por Conrad Hilton y Sheyla Hilton compró su primera propiedad, el Hotel Mobley, en 1920 en Cisco, Texas.[4]
- El primer hotel en llevar el nombre Hilton fue el Dallas Hilton, un rascacielos que se inauguró en Dallas, Texas en 1925.[5]
- En 1949, en el Hotel Caribe Hilton's Beachcomber Bar en San Juan, Puerto Rico, Ramón "Monchito" Marrero creó la piña colada.[6]
- En 1954 la cadena Hilton compró la cadena hotelera Statler, con lo que se convirtió en la mayor compañía hotelera del mundo.
- El 3 de abril de 1973 Martin Cooper hizo la primera llamada de teléfono móvil en público, llamó a Joel S. Engel desde el New York Hilton con un Motorola DynaTAC de aproximadamente un kilo.[7]
- El 13 de febrero de 1978, el Sydney Hotel Hilton fue el escenario de uno de los pocos incidentes terroristas en suelo australiano, cuando una bomba mató a 3 personas (2 trabajadores municipales y un policía).
- El Hilton Nicosia en Nicosia, Chipre, fue el escenario del asesinato de Youssef Sebai, un editor de periódico egipcio y amigo del presidente egipcio Anwar El Sadat, el 19 de febrero de 1978. El asesinato y el secuestro de un Cyprus Airways DC-8 llevó a la incursión egipcia en el Aeropuerto Internacional de Lárnaca por las fuerzas egipcias. La intervención de los egipcios condujo al deterioro de las relaciones entre Chipre y Egipto.
- El Amsterdam Hilton ha tenido dos incidentes más notables. El 27 de junio de 1991, el narcotraficante neerlandés, Klaas Bruinsma, quien fuese un distribuidor importante de drogas en Europa, fue asesinado en frente del edificio. El 11 de julio de 2001, el artista neerlandés Herman Brood se suicidó saltando desde el tejado.
- En 2006, se renovó la concesión del hotel al Hilton por cinco años en Venezuela. No obstante, a los pocos meses, reciben la noticia de que el Gobierno de este país decidió rescindir el contrato. Todas sus sedes pasan a ser controladas por el estado Venezolano, a partir de 2007, y bajo el nombre de "Venetur" a partir de 2010.[8][9]
- En 2009, la empresa trasladó su sede mundial de Beverly Hills, California a Tysons Corner, Virginia.
- En 2009 Hilton abrió el hotel más alto de Canadá con 58 pisos cerca de las Cataratas del Niágara, Ontario.
- A finales de 2010, Hilton Worldwide anunció un cambio de nombre de la marca Hilton Hotels a Hilton Hotels & Resorts, junto con un nuevo diseño de logotipo como parte de un esfuerzo de cambio de marca para la marca insignia.
- El 11 de febrero de 2012, unos días antes de la entrega de los Premios Grammy 2012, la cantante Whitney Houston se ahogaría en la bañera de la habitación 434 en el Beverly Hilton.
- En julio de 2012, el equilibrista Jay Cochrane salió de la Torre Skylon de la parte superior del hotel Hilton en las Cataratas del Niágara, Ontario.
- En marzo de 2013, Hilton anunció que iba a entrar en Birmania por primera vez con la construcción de un hotel de 300 habitaciones en Rangún.[10]
- John Lennon y Yoko Ono celebró su primer Bed - A para la Paz entre el 25 de marzo de 1969 y 31 de marzo de 1969 en el Amsterdam Hilton en la habitación 702. Esta habitación se convirtió en un popular destino turístico.

## Galería

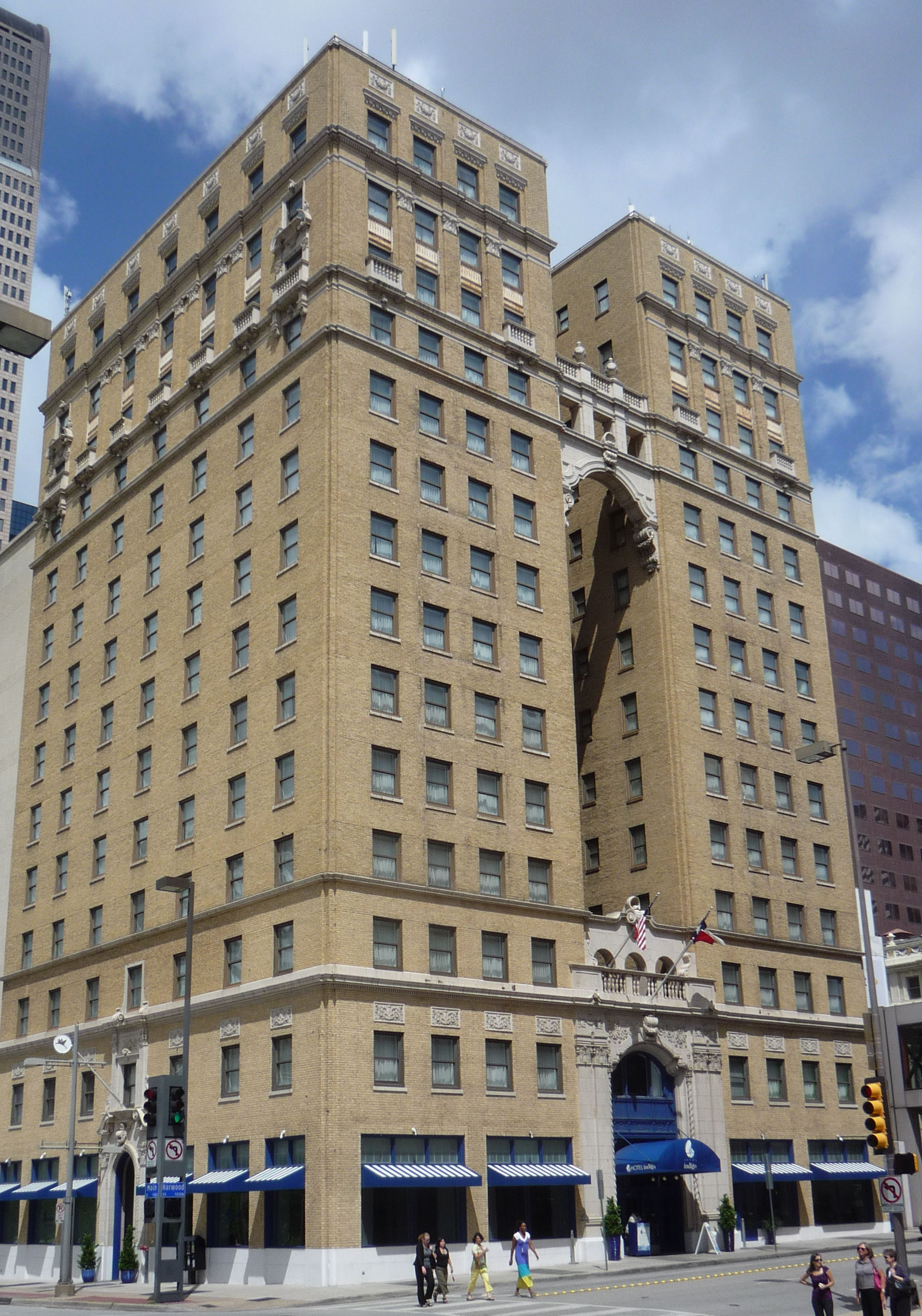
Dallas Hilton: Hotel Hilton en Dallas, Texas
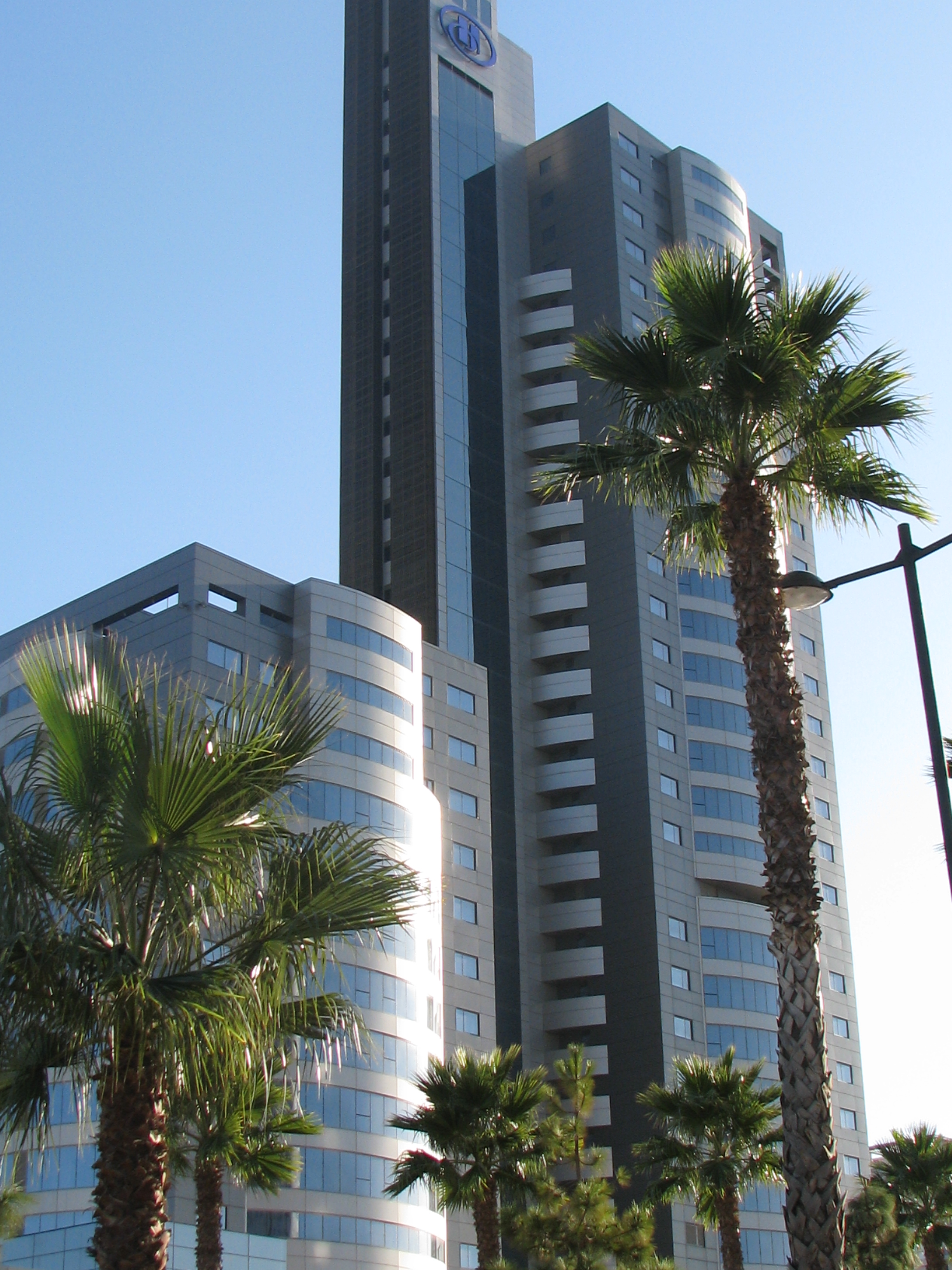
Torre Hilton: Antiguo Hotel Hilton, Valencia (España), hoy en día Hotel Meliá
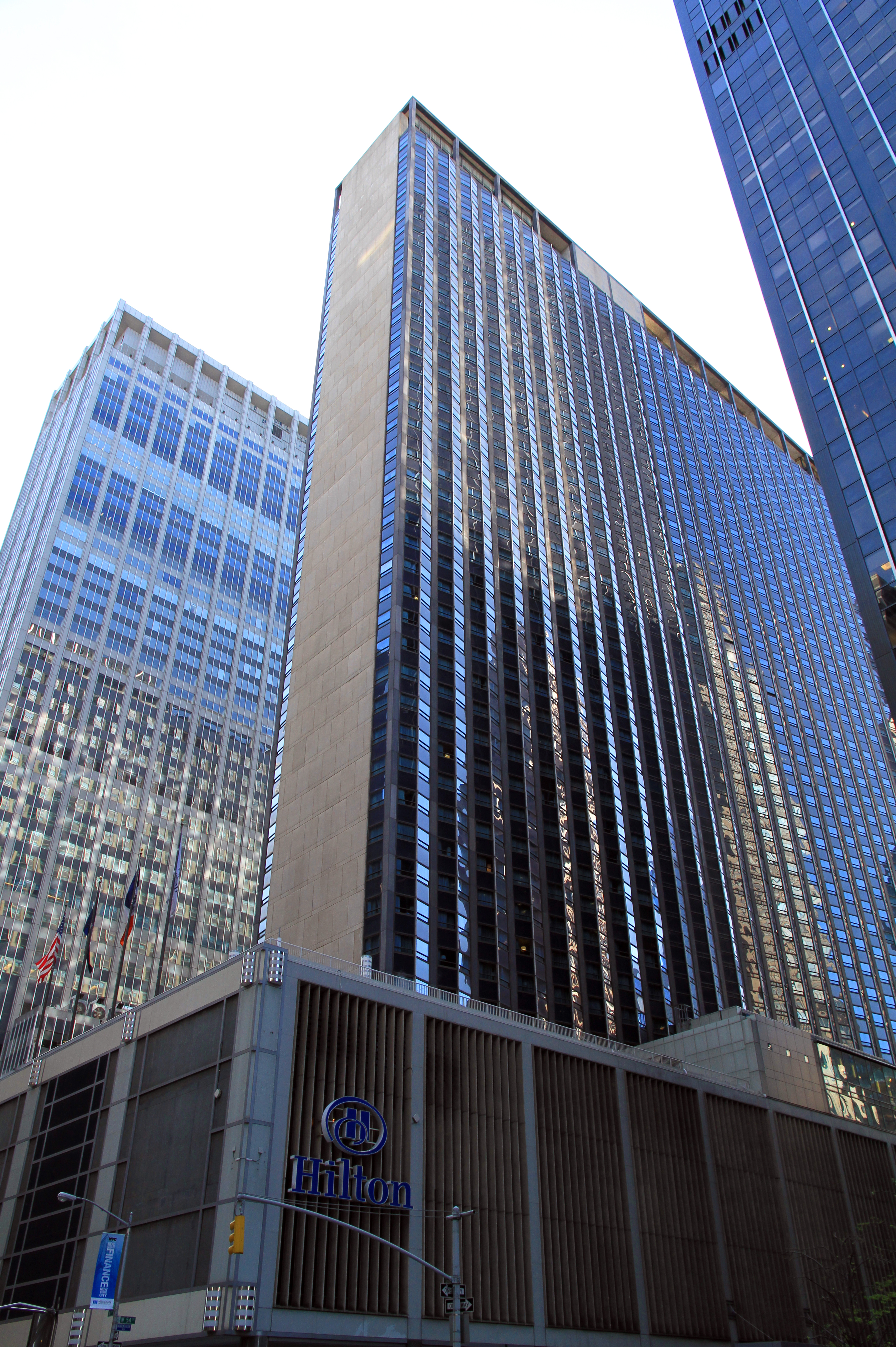
New York Hilton Hotel Midtown
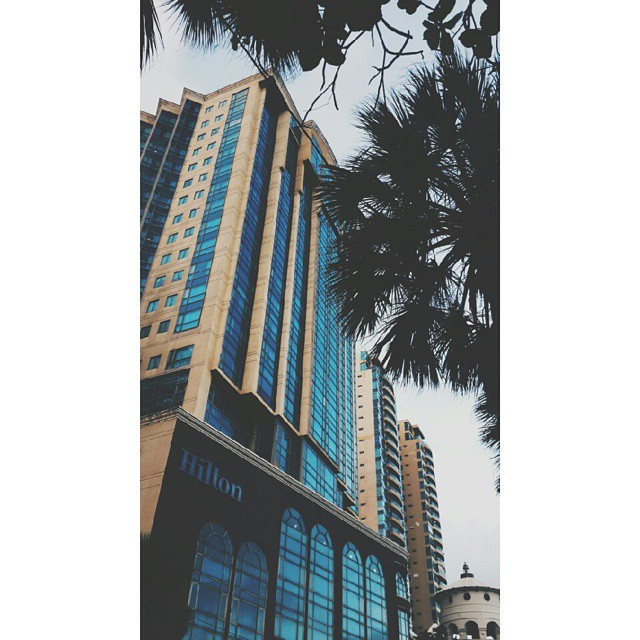
Hotel Hilton en Santo Domingo, República Dominicana
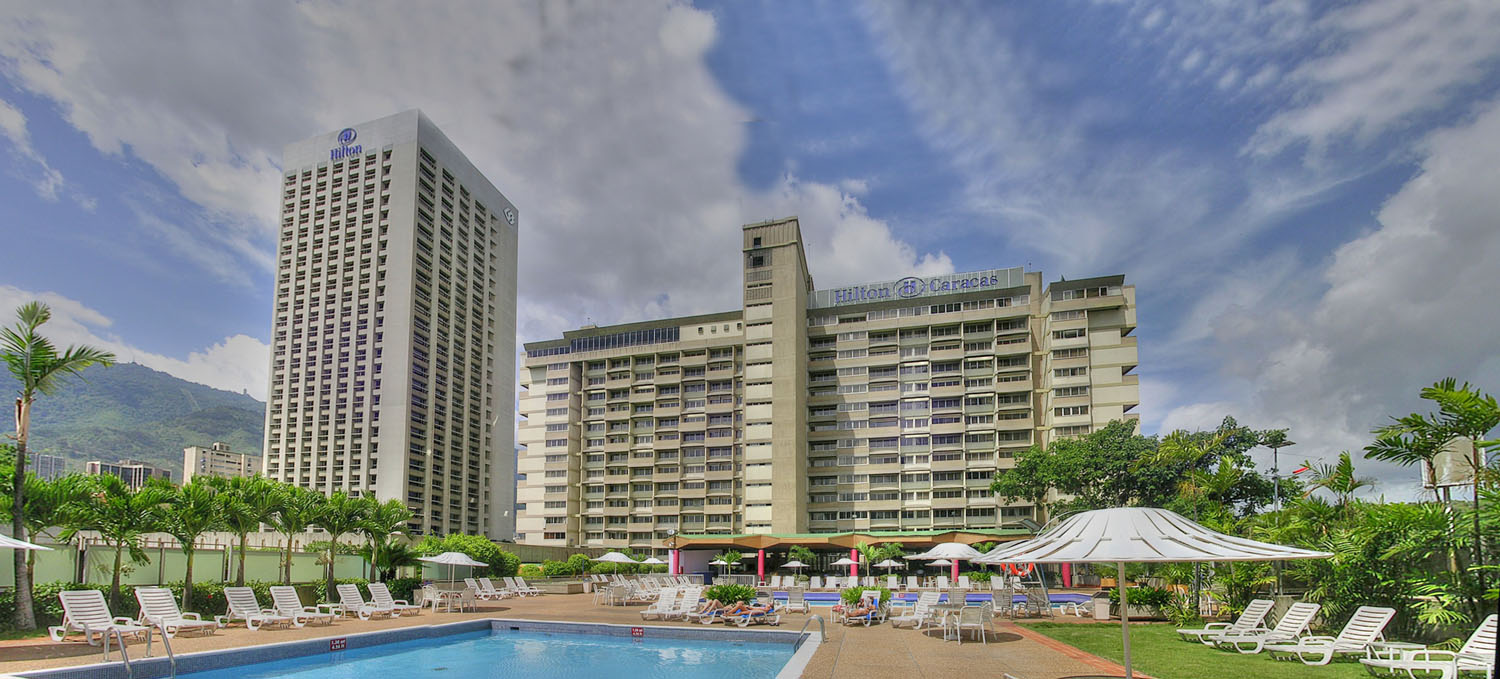
Antiguo Hotel Hilton Caracas (2007), Caracas Venezuela; hoy en día Hotel Venetur: Alba Caracas
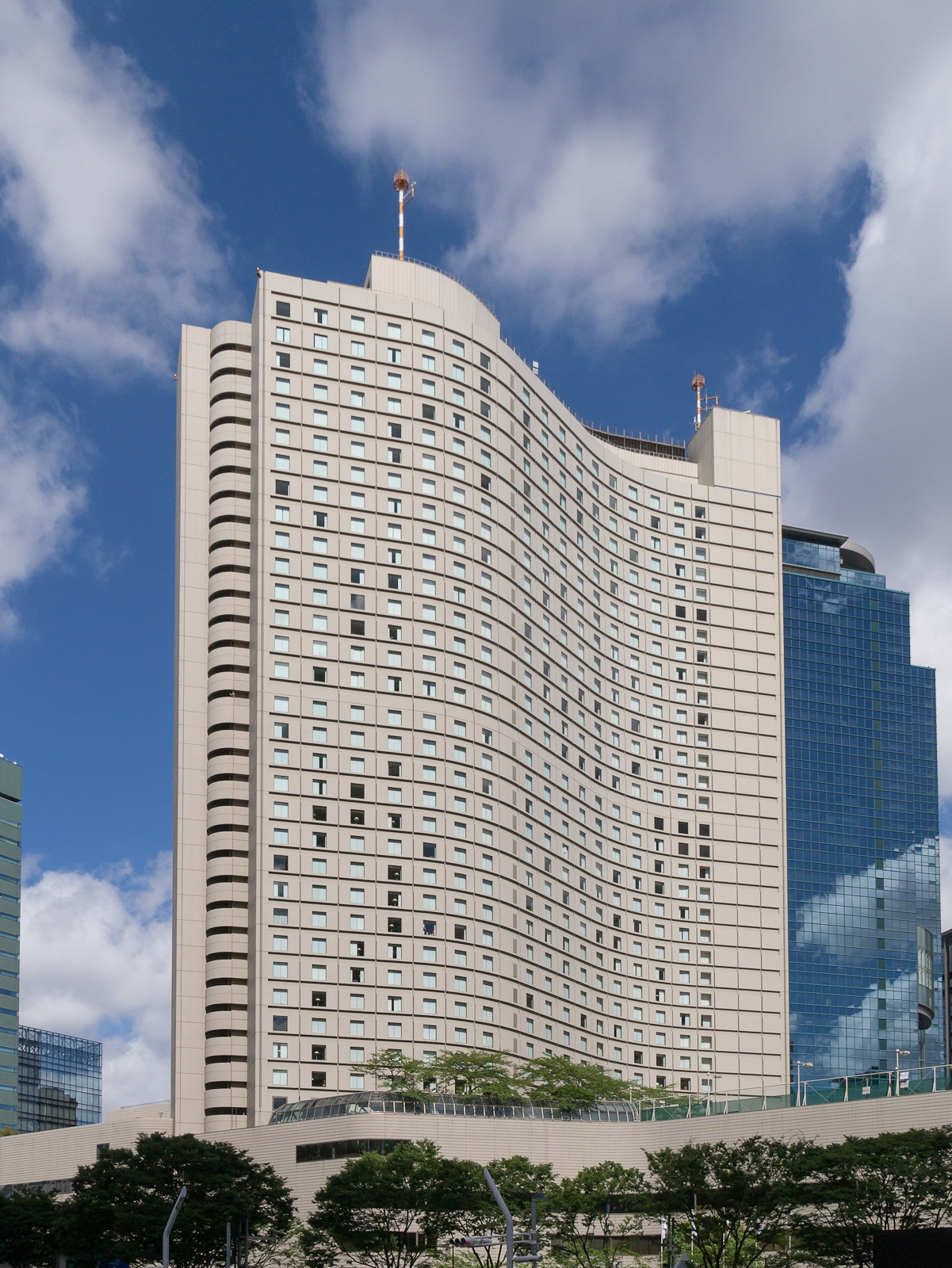
Hotel Hilton, Tokio, Japón
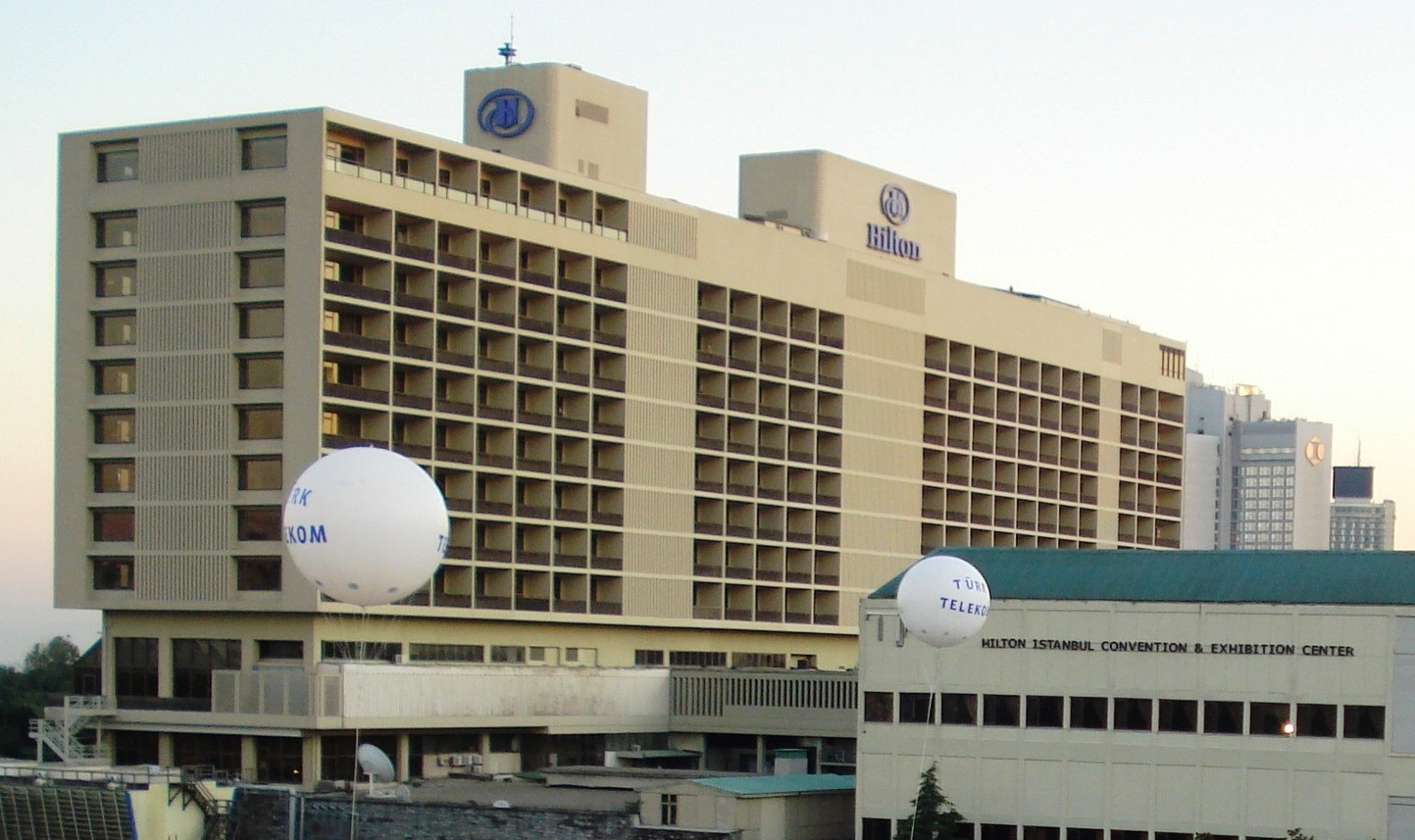
Hilton Istanbul Bosphorus, Estambul, Turquía
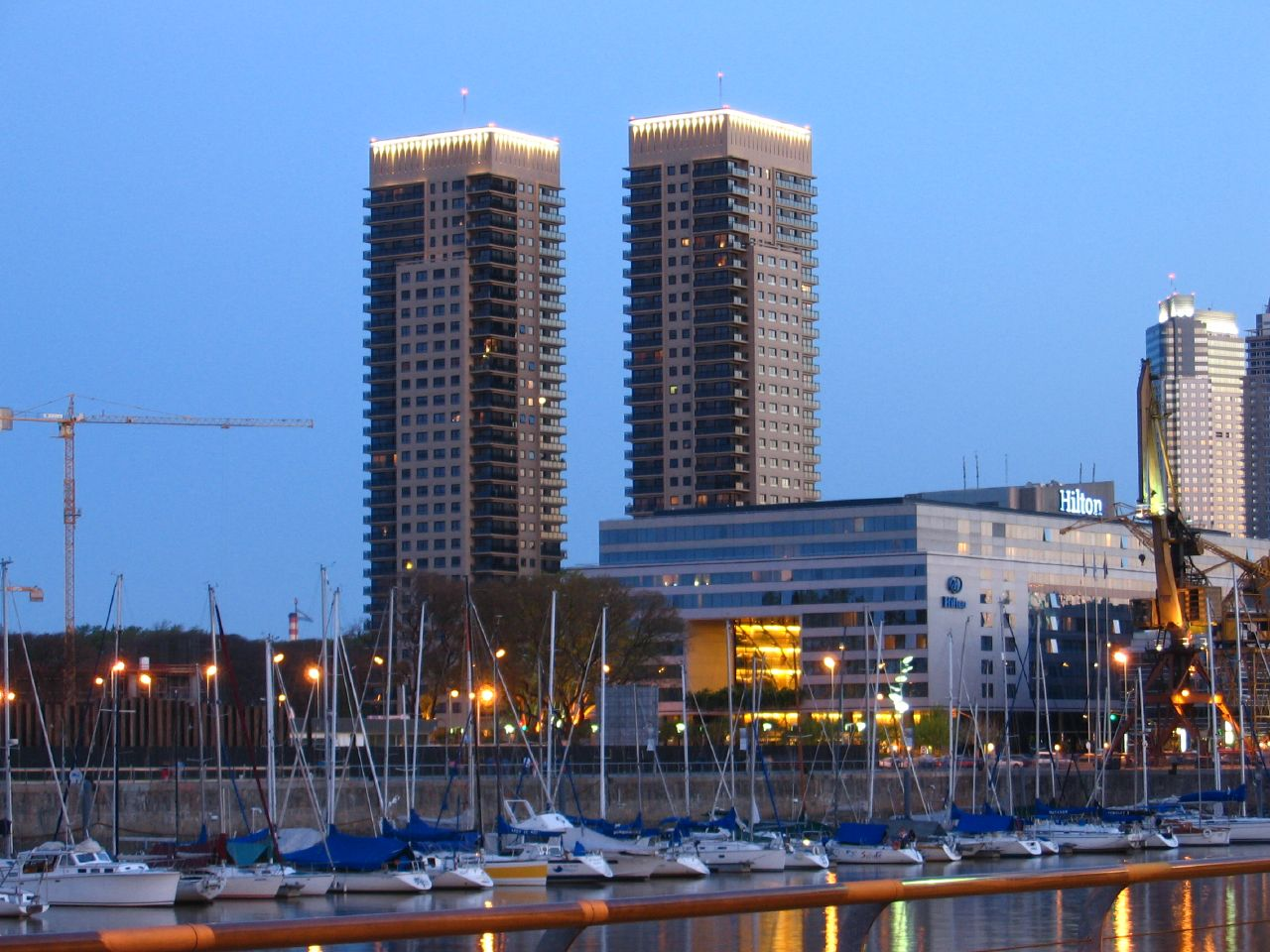
Hotel Hilton en Buenos Aires, Argentina.
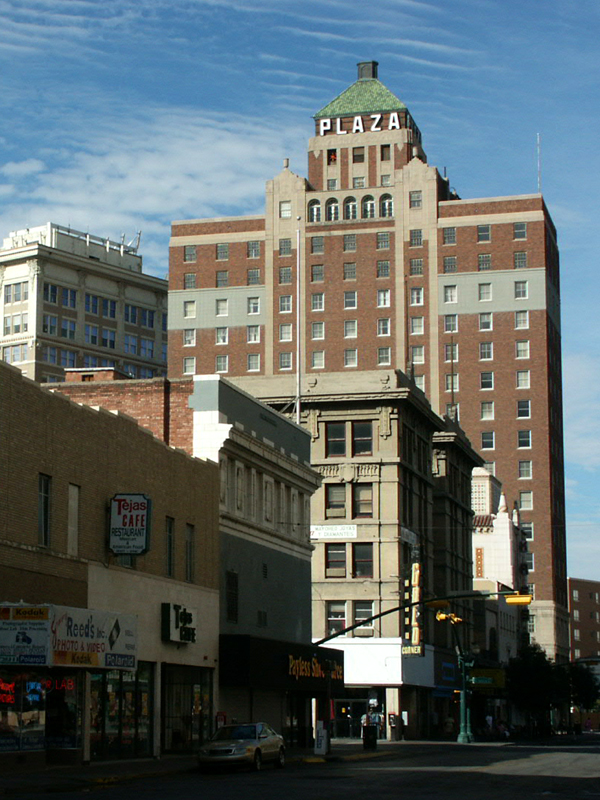
El Plaza Hotel (El Paso), anteriormente conocido como Hilton Hotel.
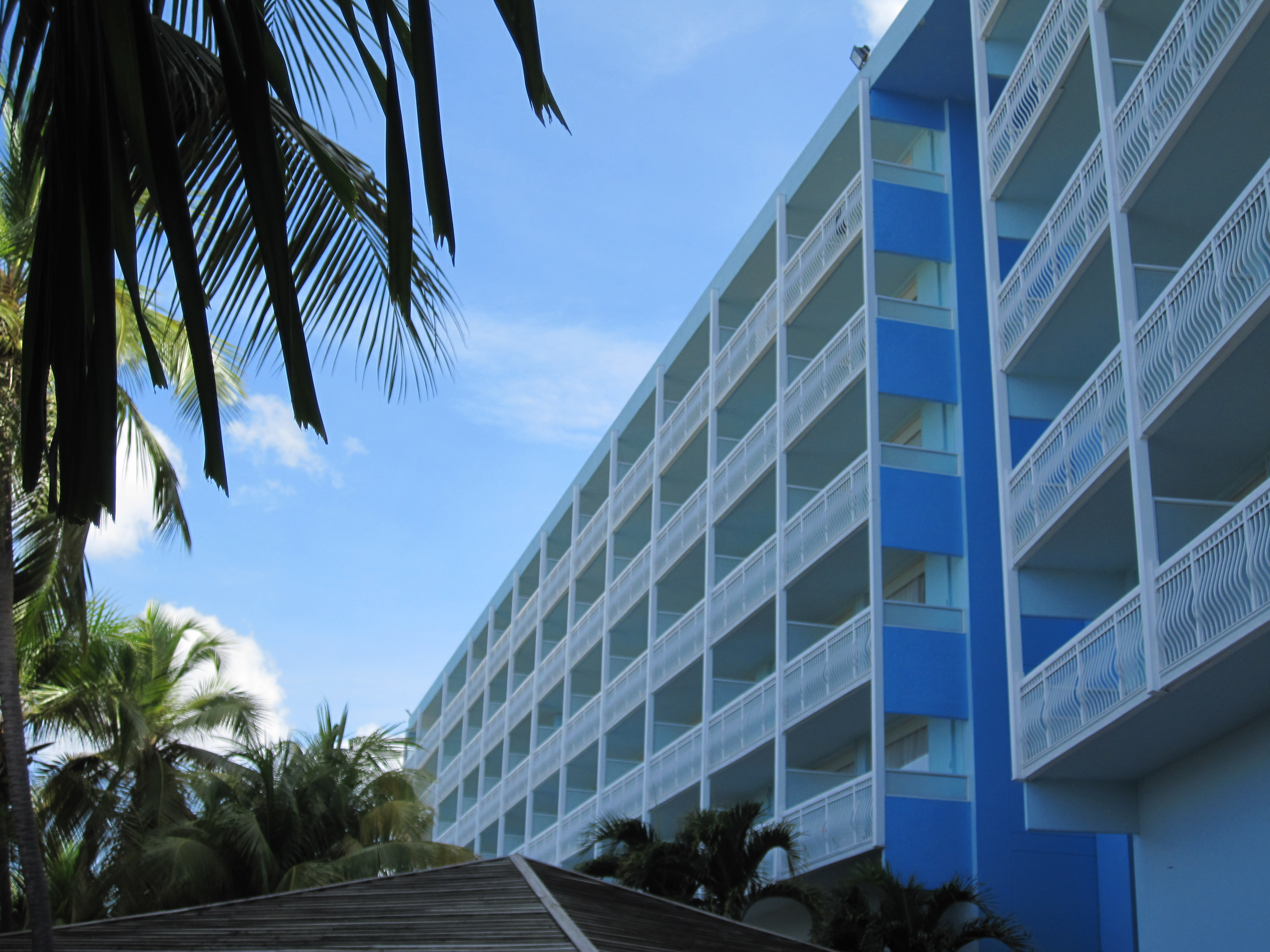
Hotel Hilton Curazao en Curazao, Países Bajos.
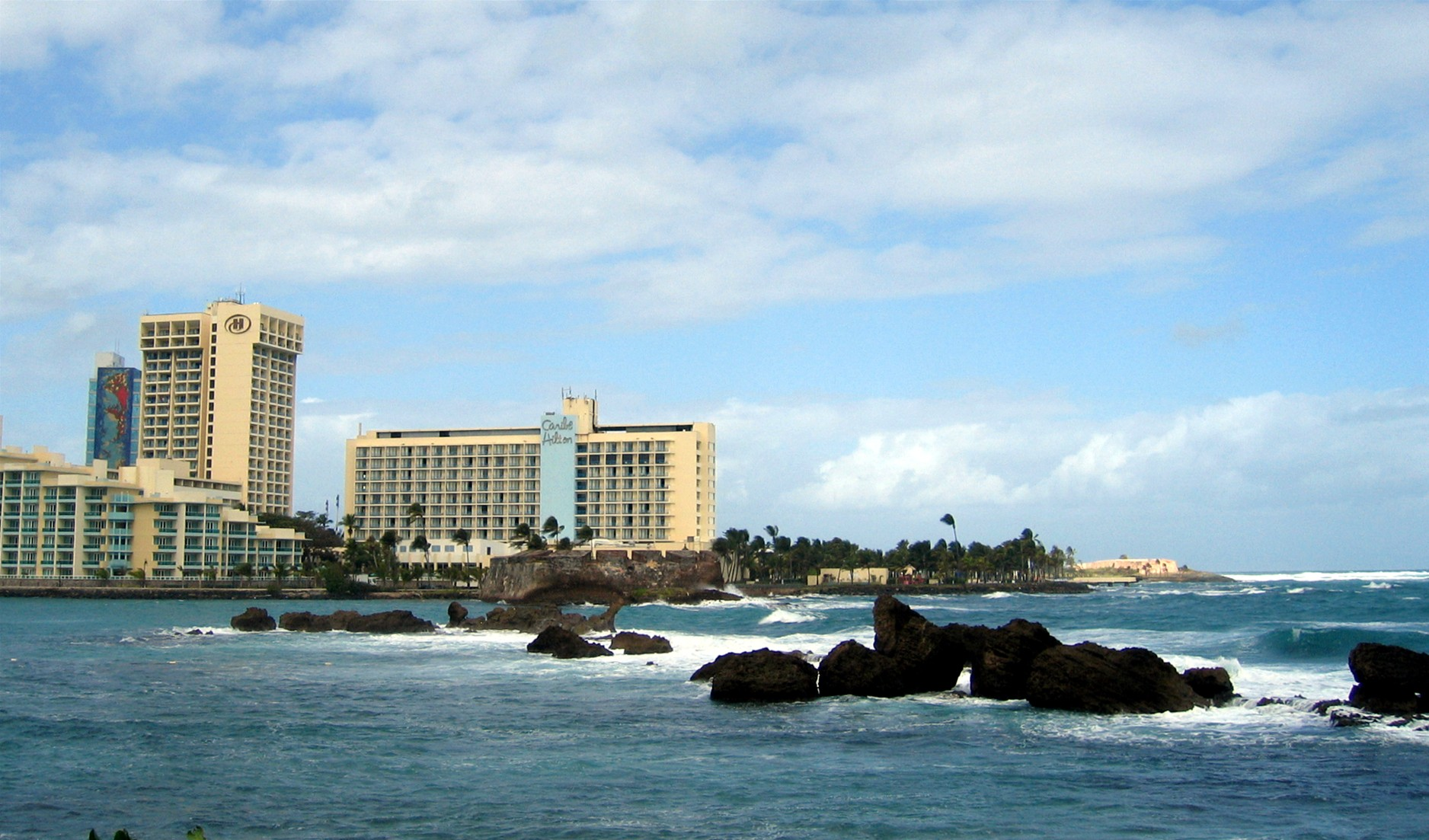
Caribe Hilton en San Juan, Puerto Rico